# Corazón sin cara
"Corazón Sin Cara" é uma canção gravada pelo artista americano Prince Royce, lançada como segundo single do seu álbum Prince Royce, sendo escrita por Royce e produzida por Andrés Hidalgo e Sergio George. O conteúdo lírico  da canção fala sobre a auto-estima das meninas e sua aparência. Royce diz que a mensagem que a canção passa, é que aparência e o materialismo não é tudo. A canção também inclui sons de violinos e violoncelos, que não são normalmente utilizadas na música bachata.
"Corazón Sin Cara" foi lançado como segundo single do álbum Prince Royce nos Estados Unidos a fevereiro de 2010 pela Atlantic Records. A música alcançou a primeira posição nos gráficos latinos da Billboard, Latin Songs e Tropical Songs. O vídeo musical tem a direção de Danny Hastings e estreou a 26 de fevreiro de 2010.

## Antecedentes
"Corazón Sin Cara" foi escrita e composta exclusivamente por Prince Royce, produzido por Andrés Hidalgo e George Sergio e co-produzido por Royce e Lesly D'"Dice" Lora. Em uma entrevista com nocheLatina, Royce foi pedido para descrever a letra da canção. Ele disse que se trata de "meninas que sempre usam maquiagem ou pensam que estão gordas ou que é feia... isso não é tudo, coisas materialistas e da imagem. Não é apenas sobre isso". Royce notou a inclusão de instrumentos na música, como violinos e violoncelos, citando que esses instrumentos não são normalmente utilizados na música bachata.

## Recepção da crítica
Chris Ryan da MTV disse que a canção "vai evocar as noites quentes das grandes cidades. Enquanto Jason Birchmeier do Allmusic elogiou Andrés Hidalgo pelo "trabalho de produção da canção". Ele observou os últimos dez segundos dizendo: "Não é até que esses últimos dez segundos tem batidas urbanas, após ouvir três minutos e meio de música bachata mais ou menos típico, agraciado com um arranjo de cordas elegante". Ao final de fevereiro de 2011, "Corazón Sin Cara" foi a música mais pedida nas rádios latinas nos Estados Unidos.

## Vídeo musical
O vídeo para música "Corazón Sin Cara" foi dirigido por Danny Hastings de sua gravadora Atlantic Records. O vídeo estreou online em seu canal no VEVO a 30 de agosto de 2010. Foi lançado na loja online iTunes Store a 2 de fevereiro de 2010, e outra versão a 14 de setembro de 2010. O videoclipe foi indicado a melhor vídeo no prêmio Premios Juventud.

## Desempenho nas tabelas musicais
| Tabela (2010)                               | Melhor posição |
| ------------------------------------------- | -------------- |
| Estados Unidos (Billboard Tropical Airplay) | 1              |
| Tabela (2011)                               | Melhor posição |
| Estados Unidos (Billboard Hot Latin Songs)  | 1              |